# Rond-point Pierre-Timbaud
Le rond-point Pierre-Timbaud est un carrefour situé à Gennevilliers.

## Situation et accès
Ce carrefour forme l'intersection de la route nationale 186 formée par l'avenue du Général-de-Gaulle et la rue Pierre-Timbaud, de la rue Félicie, de la rue Villebois-Mareuil et de l'avenue Marcel-Paul. Par ailleurs, il est franchi en souterrain par le tunnel des Sévines où passe la route nationale 315.
Il est desservi et traversé par la ligne 1 du tramway d'Île-de-France.

## Origine du nom
Il est nommé en hommage au syndicaliste français de la CGT Jean-Pierre Timbaud fusillé le 22 octobre 1941 à Châteaubriant.

## Bâtiments remarquables et lieux de mémoire
- Parc des Chanteraines
- Parc des Sévines